# Azanus mayotti
Azanus mayotti är en fjärilsart som beskrevs av D'abrera 1980. Azanus mayotti ingår i släktet Azanus och familjen juvelvingar. Inga underarter finns listade i Catalogue of Life.